# World Heroes Perfect
World Heroes Perfect est un jeu vidéo de combat développé par ADK et édité par SNK en 1995 sur borne d'arcade Neo-Geo MVS et sur console Neo-Geo AES et Neo-Geo CD (NGM 090),,,. Le jeu a été porté sur les consoles Saturn, PlayStation 2 et Wii console virtuelle. C'est la suite de World Heroes 2 Jet sorti en 1994 et le quatrième épisode de la série World Heroes.

## Série
1. World Heroes (1992)
2. World Heroes 2 (1993)
3. World Heroes 2 Jet (1994)
4. World Heroes Perfect (1995)
5. World Heroes Anthology (2007)

## Portage
- Saturn (1996)
- PlayStation 2 (2007)
- Wii console virtuelle (2011)